# Ceratina tropidura
Ceratina tropidura är en biart som beskrevs av Jesus Santiago Moure 1941. Ceratina tropidura ingår i släktet märgbin, och familjen långtungebin. Inga underarter finns listade i Catalogue of Life.